# Marek
Marek is een bestuurslaag in het regentschap Aceh Barat van de provincie Atjeh, Indonesië. Marek telt 375 inwoners (volkstelling 2010).